# Tarko-Sale
Tarko-Sale (Russisch: Тарко-Сале) is een stad in het autonome district Jamalië binnen de Russische oblast Tjoemen in het noorden van West-Siberië aan de rivier de Pjakoepoer. Het is het bestuurlijk centrum van het district Poerovski binnen Jamalië. De stad ligt op ongeveer 140 kilometer ten zuidoosten van Novy Oerengoj en ongeveer 10 kilometer van de spoorlijn tussen Tjoemen en Novy Oerengoj.

## Geschiedenis
De plaats ontstond als een posjolok (dorp) in 1932. De naam is afgeleid van het Nenetsische Talka-Salja, wat "nederzetting op de kaap met aftakking" betekent. In april 1969 werd bij de stad de eerste grote olievonst gedaan van Jamalië (Poerpejskoje-veld). In 1976 kreeg het de status van nederzetting met stedelijk karakter en op 23 maart 2004 de status van stad.

## Economie
De stad is gericht op het delven en verwerken van aardgas. Er bevindt zich onder andere een filiaal van gasproducent Novatek. Het bedrijf Poerneftegazgeologia is echter het belangrijkste bedrijf geweest dat de stad vorm heeft gegeven tijdens haar ontwikkeling.

## Geografie

### Klimaat
| Maand                                        | jan   | feb   | mrt   | apr   | mei   | jun  | jul  | aug  | sep  | okt   | nov   | dec   | Jaar  |
| -------------------------------------------- | ----- | ----- | ----- | ----- | ----- | ---- | ---- | ---- | ---- | ----- | ----- | ----- | ----- |
| Hoogste maximum (°C)                         | 1,6   | 3,4   | 6,8   | 15,1  | 30,0  | 33,4 | 34,5 | 31,6 | 26,3 | 17,5  | 3,9   | 1,7   | 34,5  |
| Gemiddeld maximum (°C)                       | −20,0 | −17,9 | −9,0  | −2,6  | 5,0   | 17,0 | 21,6 | 17,1 | 9,4  | −0,8  | −12,5 | −17,0 | −0,8  |
| Gemiddelde temperatuur (°C)                  | −24,2 | −22,3 | −14,2 | −7,8  | 0,8   | 12,2 | 16,7 | 12,9 | 6,1  | −3,6  | −16,3 | −21,3 | −5,1  |
| Gemiddeld minimum (°C)                       | −28,4 | −26,8 | −19,4 | −13,0 | −3,4  | 7,3  | 11,8 | 8,7  | 2,8  | −6,4  | −20,1 | −25,5 | −9,4  |
| Laagste minimum (°C)                         | −54,2 | −49,5 | −46,5 | −41,1 | −25,5 | −7,8 | 1,8  | −3,2 | −7,9 | −32,7 | −45,0 | −51,9 | −54,2 |
|                                              |       |       |       |       |       |      |      |      |      |       |       |       |       |
| Neerslag (mm)                                | 27,5  | 24,6  | 27,9  | 33,4  | 38,1  | 55,5 | 65,4 | 75,4 | 52,3 | 57,5  | 39,5  | 35,0  | 532,1 |
| Bron: https://tarko-sale.pogoda-segodnya.ru/ |       |       |       |       |       |      |      |      |      |       |       |       |       |